# Neotapesia graddonii
Neotapesia graddonii är en svampart som beskrevs av E. Müll. & Hütter 1963. Neotapesia graddonii ingår i släktet Neotapesia, ordningen disksvampar, klassen Leotiomycetes, divisionen sporsäcksvampar och riket svampar.   Inga underarter finns listade i Catalogue of Life.